# Gary Glasgow
Gary Glasgow (ur. 13 maja 1976 w Arimie) – trynidadzko-tobagijski piłkarz występujący na pozycji napastnika.

## Kariera klubowa
Glasgow karierę rozpoczynał w 1996 roku w San Juan Jabloteh. W 1997 roku przeszedł do zespołu Defence Force, z którym w tym samym roku wywalczył mistrzostwo Trynidadu i Tobago. W 1998 roku wyjechał do Stanów Zjednoczonych, by grać w tamtejszym New Orleans Storm z ligi USL A-League, stanowiącej drugi poziom rozgrywek. W 1999 roku odszedł do innej drużyny tej ligi – Richmond Kickers i spędził tam sezon 1999.
W 2000 roku Glasgow przeniósł się do Kansas City Wizards z MLS. W tym samym roku zdobył z nim MLS Cup. W trakcie sezonu 2002 odszedł do Hampton Roads Mariners z A-League. W 2003 roku przeszedł zaś do chińskiego zespołu Guangzhou. Spędził tam dwa sezony, a potem odszedł do Henan Jianye.
W 2005 roku Glasgow wrócił do Trynidadu i Tobago, gdzie został graczem klubu North East Stars. Występował tam do końca sezonu 2005. Następnie przeniósł się do klubu Joe Public FC. W 2006 roku zdobył z nim mistrzostwo Trynidadu i Tobago, a w 2007 roku Puchar Trynidadu i Tobago. W 2009 roku odszedł do United Petrotrin, a w 2010 roku ponownie został zawodnikiem North East Stars. W 2012 roku zakończył tam karierę.

## Kariera reprezentacyjna
W reprezentacji Trynidadu i Tobago Glasgow zadebiutował w 1997 roku. W 1998 roku znalazł się w drużynie na Złoty Puchar CONCACAF. Wystąpił na nim w spotkaniach z Hondurasem (3:1) i Meksykiem (2:4), a Trynidad i Tobago odpadł z turnieju po fazie grupowej.
W 2007 roku ponownie został powołany do kadry na Złoty Puchar CONCACAF. Zagrał na nim w meczach z Salwadorem (1:2) i Gwatemalą (1:1), a Trynidad i Tobago zakończył turniej na fazie grupowej.